# Can Caballer
Can Caballer és una casa desapareguda d'Amer (Selva) inclosa a l'Inventari del Patrimoni Arquitectònic de Catalunya.

## Descripció
Immoble de tres plantes cobert amb una teulada a quatre aigües. Està ubicat al costat esquerre del Passeig del Firal, però simultàniament fa cantonada a l'esquerra amb el carrer de les Guilleries.
La façana principal és la que dona al Passeig del Firal i està estructurada internament en tres crugies. La planta baixa consta de tres obertures: dues de quadrangulars en els extrems, que actuen com a garatge i una de rectangular al centre que actua com a portal d'accés.
En el primer pis trobem tres obertures rectangulars projectades com a balconades amb les seves respectives baranes de ferro forjat, les quals es troben completament despullades de qualsevol element ornamental.
Tant les obertures de la planta baixa com les del primer pis són totalment irrellevants, ja que no han rebut cap tractament singular.
El segon pis, aprofitant la coberta i uns robustos pilars dobles de maons, és projectat com una gran porxada contínua i correguda que abarca tot el pla horitzontal de la façana.
Tanca l'edifici en la part superior un ràfec format per tres fileres: les dues primeres de rajola plana i la tercera de teula girada.
L'immoble que podem contemplar avui en dia és de factura relativament moderna i recent. Fins fa poc temps el solar original, de grans proporcions, l'ocupava un edifici de tres plantes (Vegeu fitxa del Servei de Patrimoni núm. 26.474) cobert amb una teulada a dues aigües de vessants a façana i tres crugies. La planta baixa constava de tres obertures a destacar especialment els dos portals: el del centre era quadrangular i estava equipat amb una llinda monolítica i muntants de pedra. El de la dreta era rectangular en forma d'arc carpanell rebaixat.
En el primer pis hi havia quatre obertures: tres finestres rectangulars sense cap mena de tractament rellevant i una gran obertura rectangular projectada com a balconada amb la seva barana de ferro forjat.
El segon pis executaria les tasques de golfes i es projectava en la façana a través de tres minúscules obertures rectangulars.
Ara bé, a causa de l'estat de deteriorament avançat en què estava immers l'immoble, en un moment històric determinat, que oscil·laria entre finals del segle passat i principis de segle aproximadament, es va procedir a esfondrar l'edifici primigeni i a construir un nou immoble que és el que podem contemplar avui en dia.